# 토쿠야마 히데노리
토쿠야마 히데노리(徳山秀典 도쿠야마 히데노리[*], 1982년 1월 30일~)은 일본의 배우이다.

## 출연작

### 드라마
- 2006년 ~ 2007년 《가면라이더 가부토》야구루마 소우/가면라이더 자비/가면라이더 킥호퍼 역
- 2008년 ~ 2009년 《염신전대 고온저》 스토 히로토 / 고온 골드 역
- 2009년 《스마일》
- 2011년 《사쿠라신쥬》타카나시 히로토 / 타코마
- 2012년 《전국 바사라 -MOONLIGHT PARTY-》
- 2013녇 《야마다쿤과 7인의 마녀》하루마 야마자키
- 2012년 《고교입시》
- 2014년 《푸른 바다 ~LONG SUMMER》
- 2016년 《첫사랑 연예인》
- 2020년 《특별조사9 시즌 3》(2화)

### 영화
- 2000년 《크로스 파이어》
- 2000년 《오시키리》
- 2006년 《물망초》
- 2006년 《아오구라》 코히루이마키 역
- 2007년 《사랑의 언령》
- 2007년 《가면 라이더 덴오 - 이몸 탄생!》
- 2009년 《파워 레인저 극장판 - 엔진 포스 VS 와일드 스피릿》
- 2009년 《가면 라이더 디케이드 극장판: 올 라이더 Vs. 대쇼커》
- 2009년 《슬랙커즈》
- 2010년 《사무라이전대 신켄쟈 VS 고온쟈 은막 BANG!!》
- 2011년 《타나토스》
- 2012년 《안테루씨의 꽃》
- 2012년 《파티는 목욕탕에서 시작》